# Провінстаун (переписна місцевість, Массачусетс)
Провінстаун (англ. Provincetown) — переписна місцевість (CDP) в США, в окрузі Барнстебел штату Массачусетс. Населення — 3318 осіб (2020).

## Географія
Провінстаун розташований за координатами 42°3′23″ пн. ш. 70°10′42″ зх. д. / 42.05639° пн. ш. 70.17833° зх. д. (42.056519, -70.178454).  За даними Бюро перепису населення США в 2010 році переписна місцевість мала площу 13,56 км², з яких 4,63 км² — суходіл та 8,93 км² — водойми.

## Демографія
Згідно з переписом 2010 року, у переписній місцевості мешкали 2642 особи в 1599 домогосподарствах у складі 369 родин. Густота населення становила 195 осіб/км².  Було 4263 помешкання (314/км²).
Расовий склад населення:
| - 91,2 % — білих - 4,2 % — чорних або афроамериканців - 0,6 % — корінних американців - 0,6 % — азіатів - 1,7 % — осіб інших рас |

До двох чи більше рас належало 1,7 %. Частка іспаномовних становила 4,6 % від усіх жителів.
За віковим діапазоном населення розподілялося таким чином: 6,3 % — особи молодші 18 років, 72,6 % — особи у віці 18—64 років, 21,1 % — особи у віці 65 років та старші. Медіана віку мешканця становила 52,6 року. На 100 осіб жіночої статі у переписній місцевості припадало 121,6 чоловіків;  на 100 жінок у віці від 18 років та старших — 124,2 чоловіків також старших 18 років.
Середній дохід на одне домашнє господарство  становив 71 697 доларів США (медіана — 40 160), а середній дохід на одну сім'ю — 78 378 доларів (медіана — 53 250). Медіана доходів становила 49 957 доларів для чоловіків та 48 348 доларів для жінок. За межею бідності перебувало 12,4 % осіб, у тому числі 10,2 % дітей у віці до 18 років та 12,3 % осіб у віці 65 років та старших.
Цивільне працевлаштоване населення становило 1494 особи. Основні галузі зайнятості: мистецтво, розваги та відпочинок — 22,8 %, освіта, охорона здоров'я та соціальна допомога — 18,5 %, фінанси, страхування та нерухомість — 15,6 %, роздрібна торгівля — 14,7 %.